# Lourens Muller
Lourens Muller (Beaufort West, 1917. szeptember 27. – Somerset, 2005. április 30.)  dél-afrikai politikus, a Nemzeti Párt tagja. 1961–1979 között volt parlamenti képviselő Ceres választókerület részéről. John Vorster és P. W. Botha kabinetjében is töltött be különböző posztokat, így igazságügyi (1966), rendészeti (1966-1968), pénzügyminiszter-helyettes (1966-1968) és gazdasági miniszterhelyettes (1966-1968) is volt. Ezt követően belügyminiszter (1968-1970), rendészeti (1968-1974), gazdasági (1970-1974) és közlekedési miniszter (1974-1979) lett.

## Élete
Stefanus Lourens Muller 1917. szeptember 27-én született  Beaufort Westben, Fokföld tartományban. A dél-afrikai vasúti  társaságnál dolgozott Salt Riverben. Később jogot tanult, és ügyvédként praktizált Robertsonban.
Muller a Nemzeti Párt parlamenti képviselője volt Ceres választókerületben, és több vezető kormányzati pozíciót is betöltött. Állítólag Vorster miniszterelnöknek ő volt a "kedvence", így őt jelölte ki utódául az államelnöki székben, viszont az akkori miniszterelnök, P.W. Botha  meg akarta akadályozni, hogy a fokvárosiak domináljanak a kabinet vezető pozícióinak betöltésében, így a transvaali Marais Viljoent támogatta Muller helyett.
Miután párttagságát 1980-ban megszüntették, lelkes támogatója lett az újonnan alakult Konzervatív Pártnak, és anyagilag is támogatta azt.
Muller 2005. április 30-án halt meg, 87 évesen egy somerseti klinikán. Robertsonban temették el.

## Fordítás
Ez a szócikk részben vagy egészben  a   Lourens Muller című afrikaans Wikipédia-szócikk ezen változatának fordításán alapul.  Az eredeti cikk szerkesztőit annak laptörténete sorolja fel. Ez a jelzés csupán a megfogalmazás eredetét és a szerzői jogokat jelzi, nem szolgál a cikkben szereplő információk forrásmegjelöléseként.